# Vlada Urošević

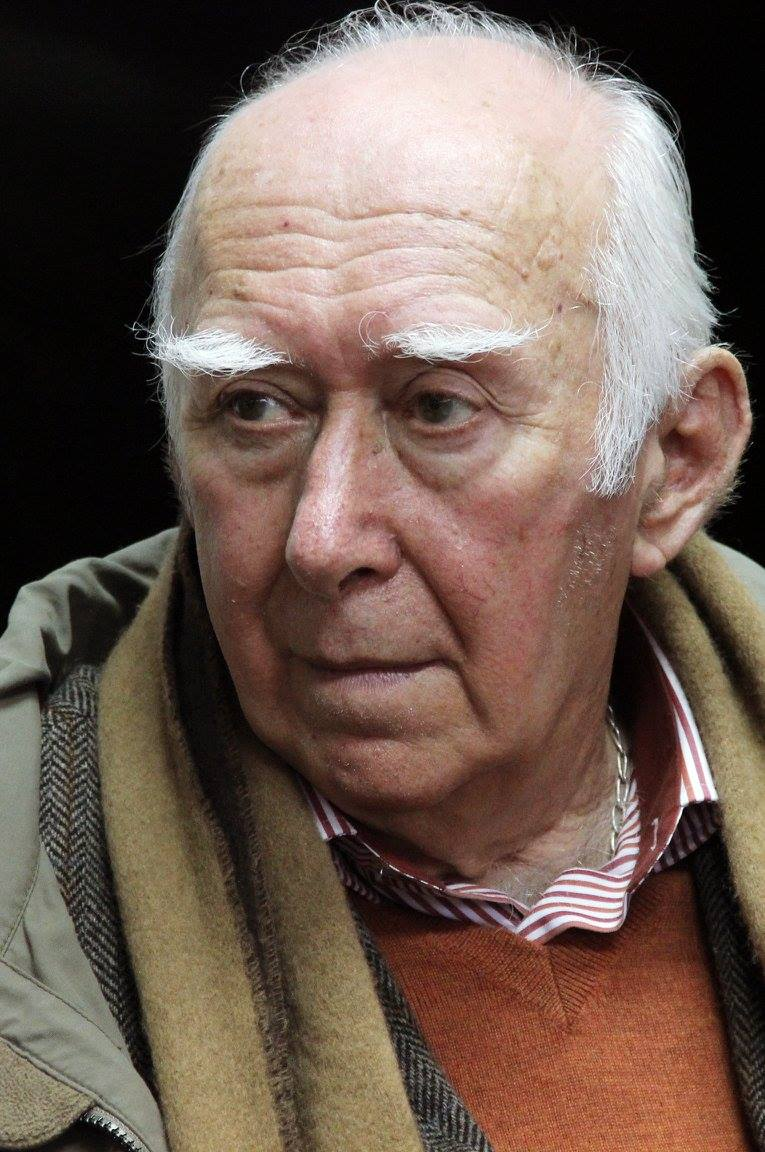
Vlada Urošević

Vlada Urošević (mazedonisch Влада Урошевиќ; geboren 17. Oktober 1934 in Skopje, Königreich Jugoslawien) ist ein mazedonischer Schriftsteller.

## Leben
Vlada Urošević studierte Philologie an der Universität Skopje und schloss mit einer Promotion ab. In der Zeit der Sozialistischen Republik Mazedonien wurde er 1982 Professor am Institut für allgemeine und vergleichende Literaturwissenschaft der Universität Skopje. Er ist Mitglied der Mazedonischen Akademie der Wissenschaften und Künste.
Urošević war Herausgeber des Literaturmagazins Razgledi. Er schrieb vier Romane, Lyrik und zahlreiche Essays. 2004 erschien eine Gesamtausgabe seiner Werke mit über 20 Bänden.

Urošević wurde ins Bulgarische, Serbische, Slowenische, Polnische, Französische und Spanische übersetzt. Auf Deutsch erschien 2013 sein Roman Meine Cousine Emilia. In der Zeit der Volksrepublik Jugoslawien erhielt er auch Übersetzungsaufträge für Schriften aus dem Mazedonischen ins Serbokroatische. Er übersetzte u. a. Gedichte von Léopold Sédar Senghor und Der Albatros von Charles Baudelaire aus dem Französischen in die mazedonische Sprache. Er ist Mitglied der Académie Mallarmé in Paris und der 1996 ins Leben gerufenen Académie européenne de Poésie mit Sitz in Luxemburg.
Für sein Werk erhielt er in Jugoslawien mehrfach den Brakja-Miladinov-Preis (1967, 1973 und 1986) und den Grigor-Prličev-Preis (1974 und 1989).

## Werke (Auswahl)
- Еден друг град, поезија. Kultura, Skopje 1959 (Eden drug trad. Gedichte.)
- Мојата роднина Емилија. Makedonska kn., Skopje 1994 (Mojata rodnina Emilija: osumnaeset zatvoreni raskazi koi sočinuvaat eden otvoren roman.[3])
  - Meine Cousine Emilia. Roman in achtzehn Erzählungen. Aus dem Mazedonischen von Benjamin Langer. DTV, München 2013, ISBN 978-3-423-24996-6.